# 蟹江川

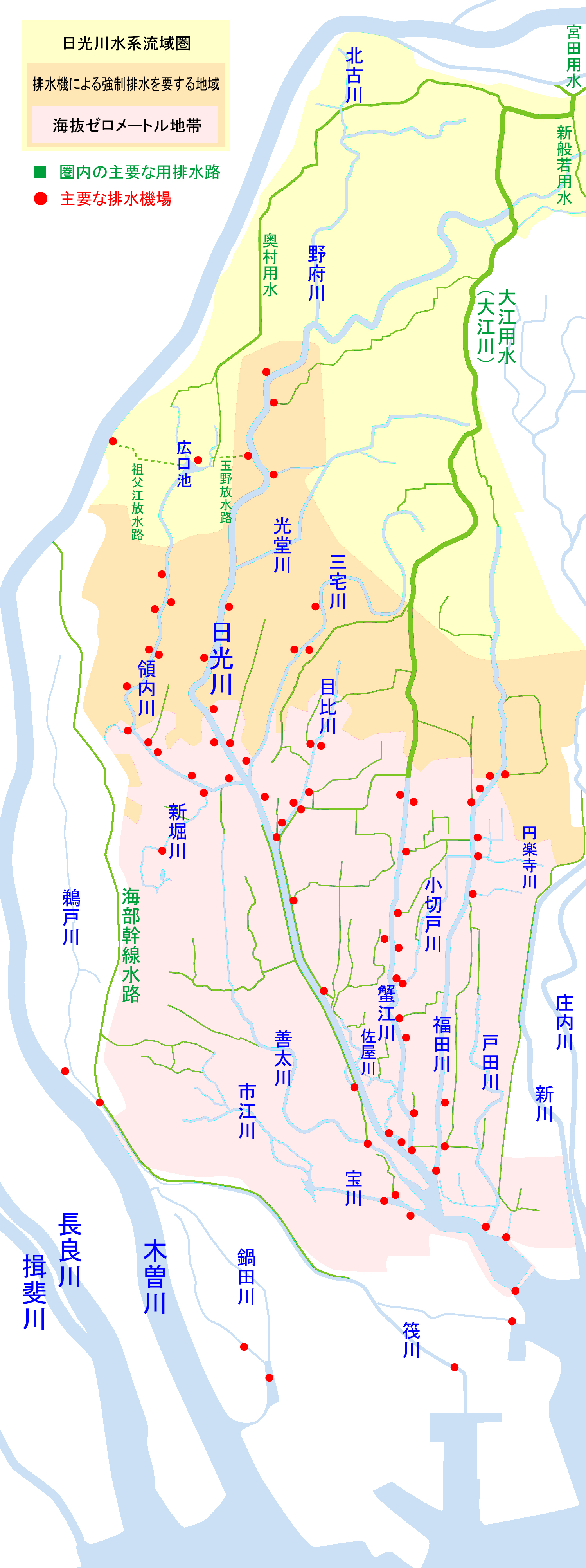
日光川水系の概略図

蟹江川（かにえがわ）は、愛知県あま市と海部郡蟹江町を流れる河川。日光川水系の二級河川。河川延長10.2km。流域面積16.8km2。

## 地理

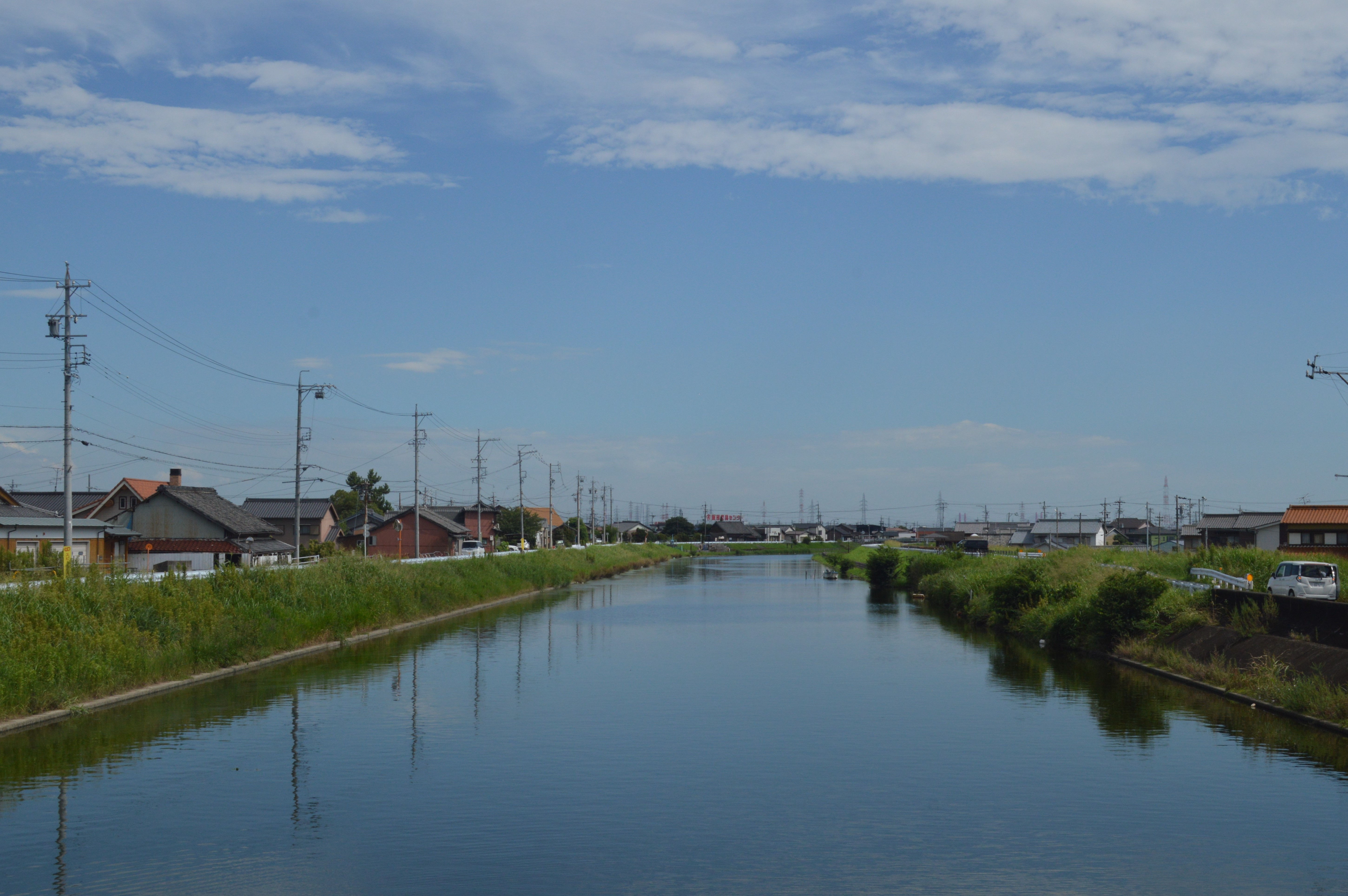
日光川への合流部付近

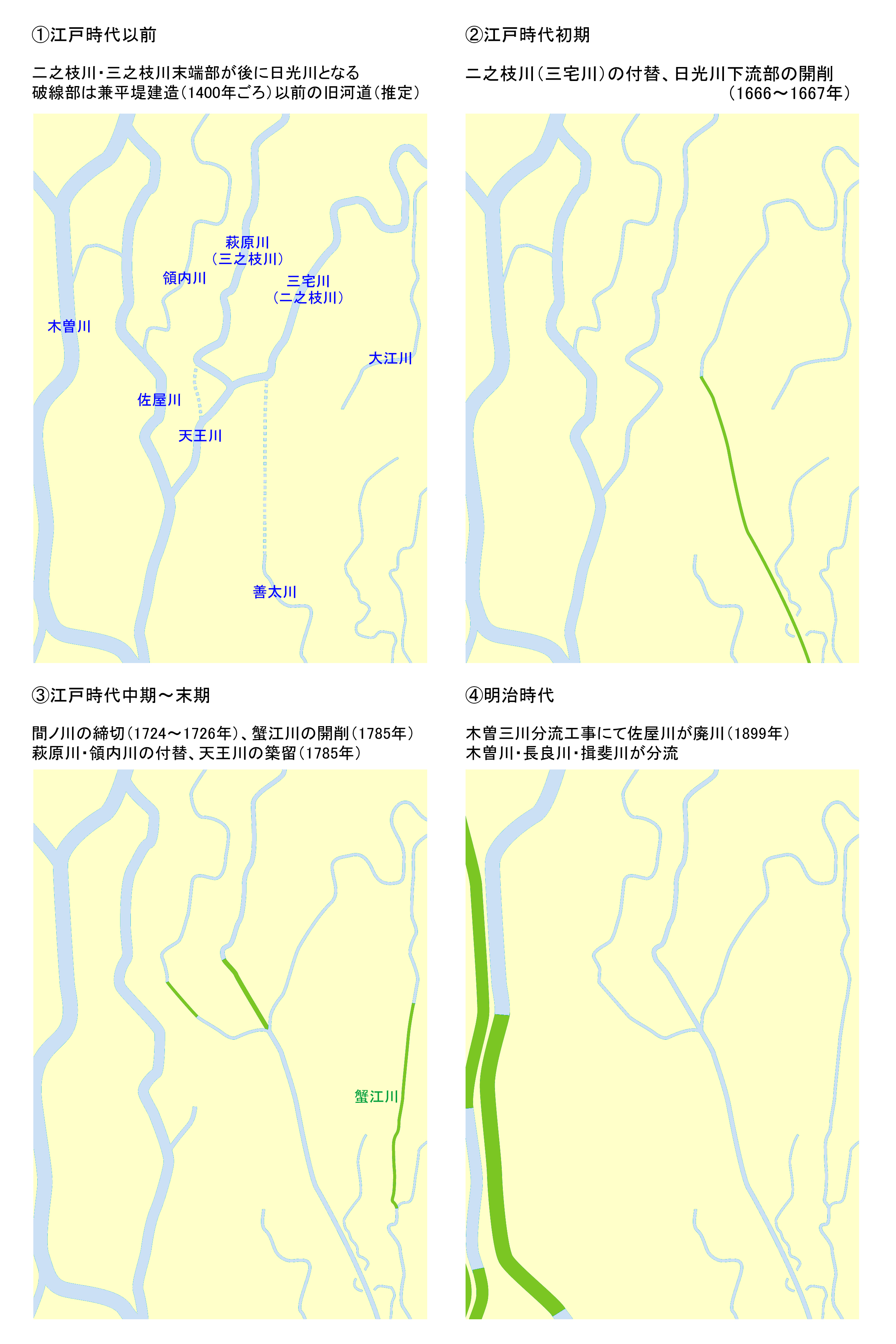
日光川および関連河川の改修工事の歴史

蟹江町は水郷として知られ、町域には蟹江川・佐屋川・日光川・善太川・福田川などの河川が流れている。蟹江川は蟹江町の町域を二分するように流れている。
上流域では大江用水に接続している。蟹江町須成で左支川の小切戸川を集める。河道は主に矢板やコンクリートブロック護岸で整備されている。蟹江町舟入の南で日光川に合流しており、1978年（昭和53年）に完成した蟹江川排水機場で人為的に日光川に排水している。日光川の水位が高いため、常に自然流下で排水することはできないのである。
現在の蟹江川の下流部の河道は、かつて庄内川の派川であった小切戸川の下流部分にあたる。1785年（天明5年）に大江川（大江用水）と接続するように開削され、1796年（寛政8年）に小切戸川を分断するように福田川が開削されたことで現在の河川形状がおおよそ完成した。

あま市北部一帯の空中写真。中央付近を流れるのが福田川、やや西側を流れるのが蟹江川（写真の範囲より北は大江川）。1987年に撮影された

### 流域の自治体
愛知県
- あま市
- 海部郡蟹江町

### 支流
- 小切戸川

## 文化

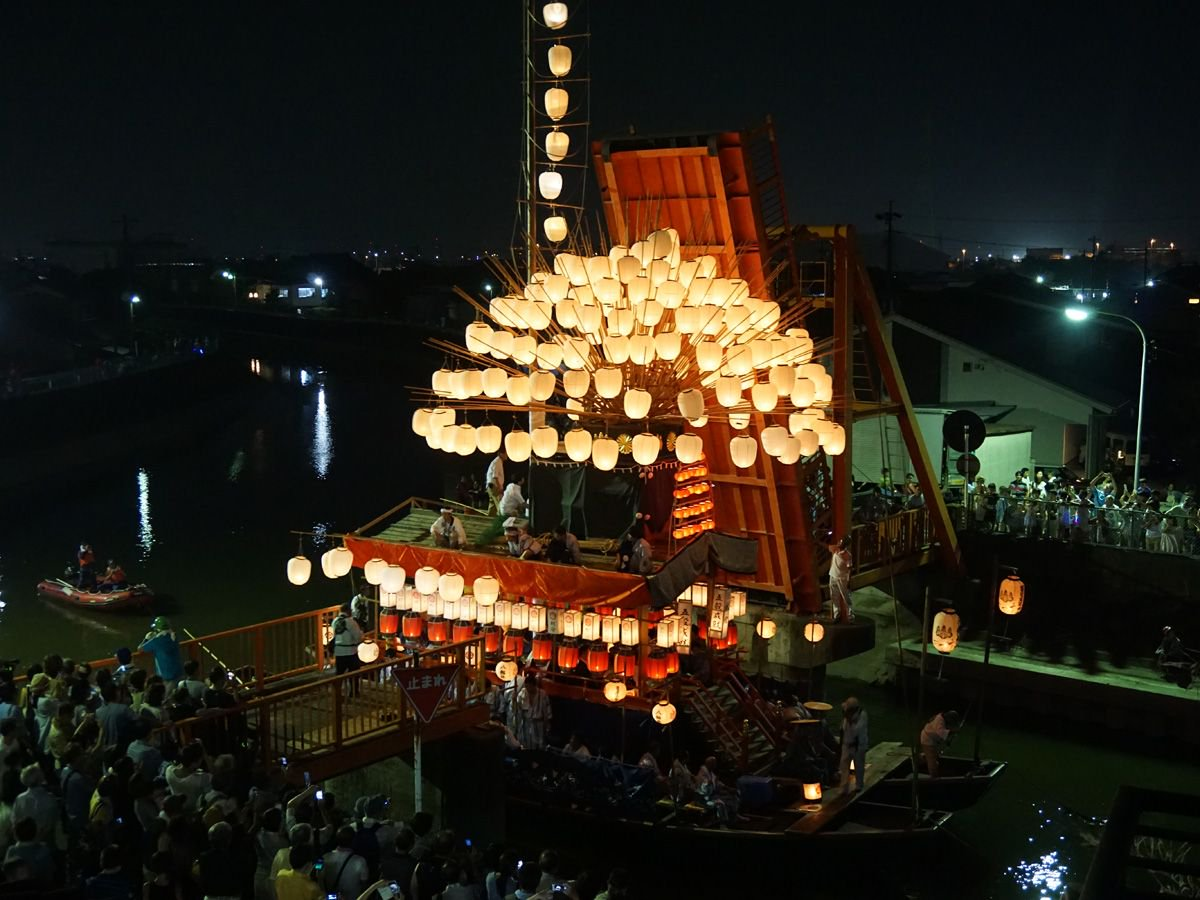
須成祭の宵祭

昭和時代にはシジミ、フナ、カニなどが取れた。小学校にプールが普及するまでは、蟹江川で泳ぐ子どももいた。
2022年（令和4年）には木曽川うかいが蟹江川で再現された。

### 須成祭
蟹江町の冨吉建速神社・八剱社の祭礼（川祭）として須成祭が行われる。「神葭の神事」（みよしのしんじ）では蟹江川の河岸に茂るヨシを刈り、神体として冨吉建速神社に祀った後、災厄をヨシに託して蟹江川に流す。このヨシは7日間にわたって蟹江川に浮かべられ、その後70日間は冨吉建速神社の神棚に祀った後、燃やすことで神葭の神事は終了する。「車楽船の川祭」（だんじりぶねのかわまつり）では提灯や花で飾られた車楽船が稚児を乗せて蟹江川を上る。蟹江川に架かる跳開橋である御葭橋（みよしばし）は、車楽船が通る2日間のみ跳ね上げられる。
2012年（平成24年）には「須成祭の車楽船行事と神葭流し」として重要無形民俗文化財に指定され、2016年（平成28年）には「山・鉾・屋台行事」としてユネスコの無形文化遺産に登録された。2018年（平成30年）には蟹江川の河岸に須成祭を主題とする蟹江町観光交流センター祭人が開館した。

### 漁業
昭和時代以前の蟹江町舟入には打瀬船を用いた漁師がおり、蟹江川の川岸には魚市場もあった。漁師は伊勢湾で底引網漁などを行い、アナゴ、スズキ、クルマエビ、ウナギ、ハゼなどを取っていた。昭和初期、近鉄名古屋線と国道1号の間に蟹江川樋門が設置され、上流側と下流側の水位差を調整して船を通す閘門があった。1962年（昭和37年）には名古屋港の高潮防波堤の建設が理由で、蟹江町漁業協同組合が漁業権の放棄を決定し、舟入の漁師たちは廃業した。

## ギャラリー

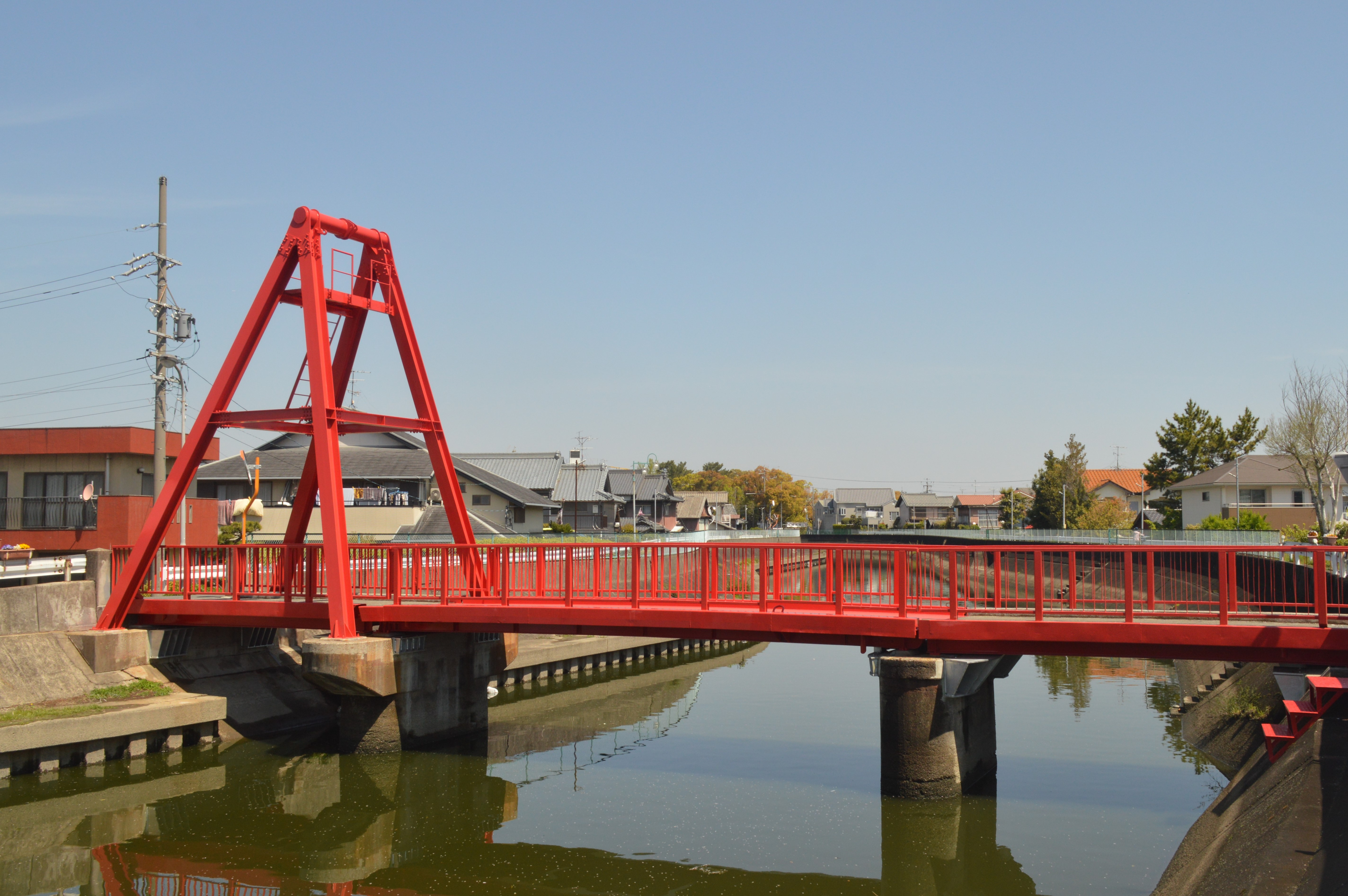
跳開橋の御葭橋
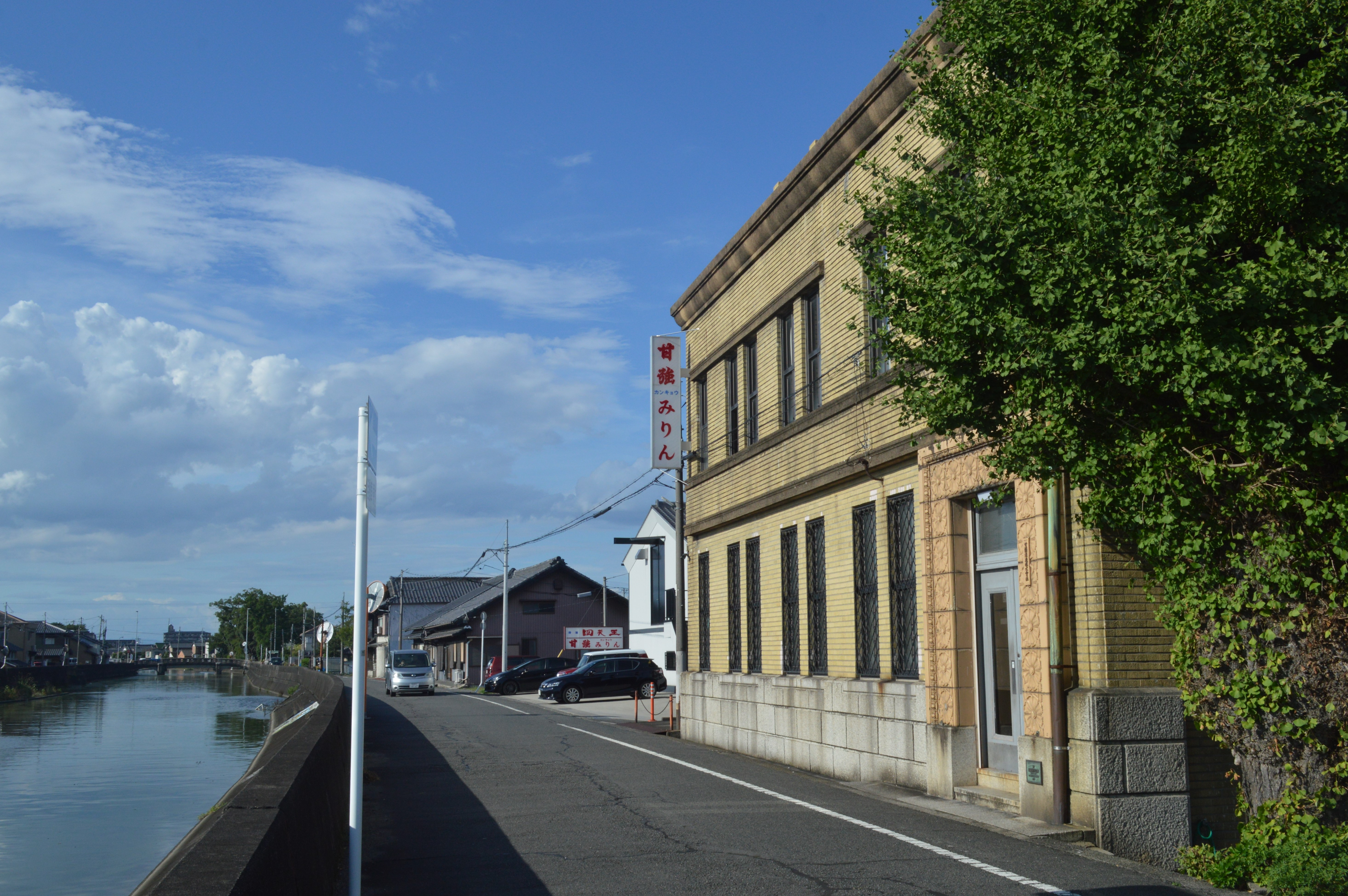
河岸にある甘強酒造
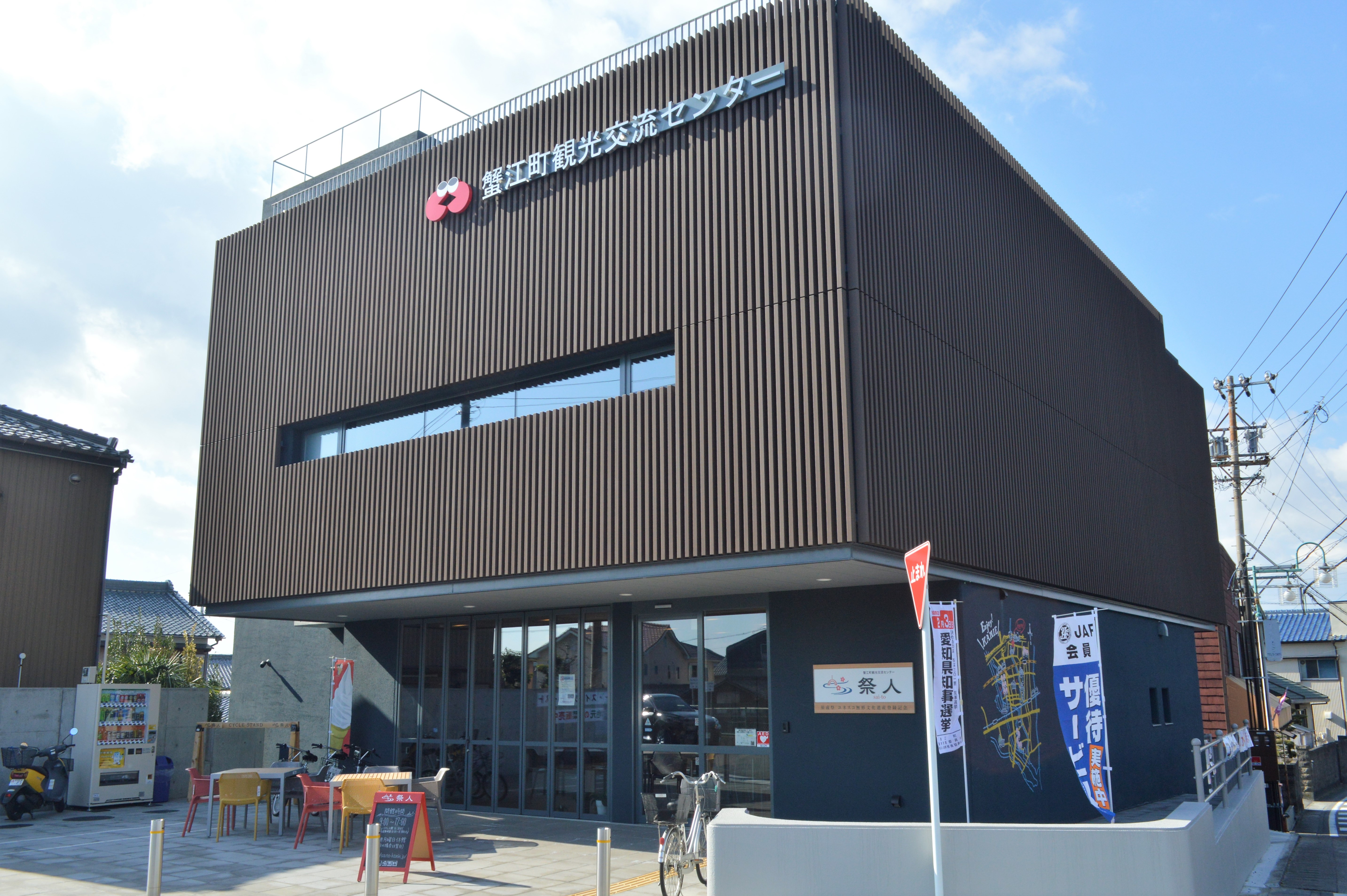
蟹江町観光交流センター祭人